# АЕС Махі Бансвара
Атомна електростанція Махі Бансвара це запропонована атомна електростанція, яку планується побудувати на площі 553 га поблизу району Бансвара в Раджастані.
Проєкт матиме встановлену потужність 2800 мегават (МВт).

## Історія
Розташований у племінних районах Раджастхану, проєкт Махі Бансвара має на меті розпочати розвиток регіону, забезпечивши робочі місця та можливості для інвестицій, а також зменшивши дефіцит електроенергії у штаті. Будівництво станції заплановане на 2024 рік і буде розроблятися спільно NTPC і NPCIL. Нарівні з Чутською АЕС НТЕК планує виробляти 3500 МВт електроенергії з ядерних джерел.

## Інформація про реактори
| Черга | Блок | Реактор | Реактор   | Статус      | Потужність | Потужність | Початок будівництва | Перша критичність | Підключення до мережі | Комерційна експлуатація | Закриття | Зауваження |
| Черга | Блок | Тип     | Модель    | Статус      | Нетто      | Брутто     | Початок будівництва | Перша критичність | Підключення до мережі | Комерційна експлуатація | Закриття | Зауваження |
| ----- | ---- | ------- | --------- | ----------- | ---------- | ---------- | ------------------- | ----------------- | --------------------- | ----------------------- | -------- | ---------- |
| I     | 1    | PHWR    | IPHWR-700 | Заплановано | 630        | 700        | Н/Д                 | Н/Д               | Н/Д                   | 2030                    | Н/Д      |            |
| I     | 2    | PHWR    | IPHWR-700 | Заплановано | 630        | 700        | Н/Д                 | Н/Д               | Н/Д                   | Н/Д                     | Н/Д      |            |
| I     | 3    | PHWR    | IPHWR-700 | Заплановано | 630        | 700        | Н/Д                 | Н/Д               | Н/Д                   | Н/Д                     | Н/Д      |            |
| I     | 4    | PHWR    | IPHWR-700 | Заплановано | 630        | 700        | Н/Д                 | Н/Д               | Н/Д                   | Н/Д                     | Н/Д      |            |